# Vicchio
Vicchio is een gemeente in de Italiaanse provincie Florence (regio Toscane) en telt 7736 inwoners (31-12-2004). De oppervlakte bedraagt 139,0 km², de bevolkingsdichtheid is 56 inwoners per km².
De volgende frazioni maken deel uit van de gemeente: Villore; Barbiana; Casole; Rupecanina; Gattaia; Molezzano; Caselle; Vespignano; Mattagnano; Piazzano; S.Maria a Vezzano; Cistio.

## Demografie
Vicchio telt ongeveer 3055 huishoudens. Het aantal inwoners steeg in de periode 1991-2001 met 13,9% volgens cijfers uit de tienjaarlijkse volkstellingen van ISTAT.
| Jaar | Inwoneraantal |
| ---- | ------------- |
| 1991 | 6271          |
| 2001 | 7145          |

## Geografie
De gemeente ligt op ongeveer 203 m boven zeeniveau.
Vicchio grenst aan de volgende gemeenten: Borgo San Lorenzo, Dicomano, Marradi, Pontassieve.

## Geboren
- Giotto di Bondone (1266/1267 - 1337), kunstschilder en architect
- Fra Angelico (omstreeks 1395 - 1455), kunstschilder en frater

## Externe link

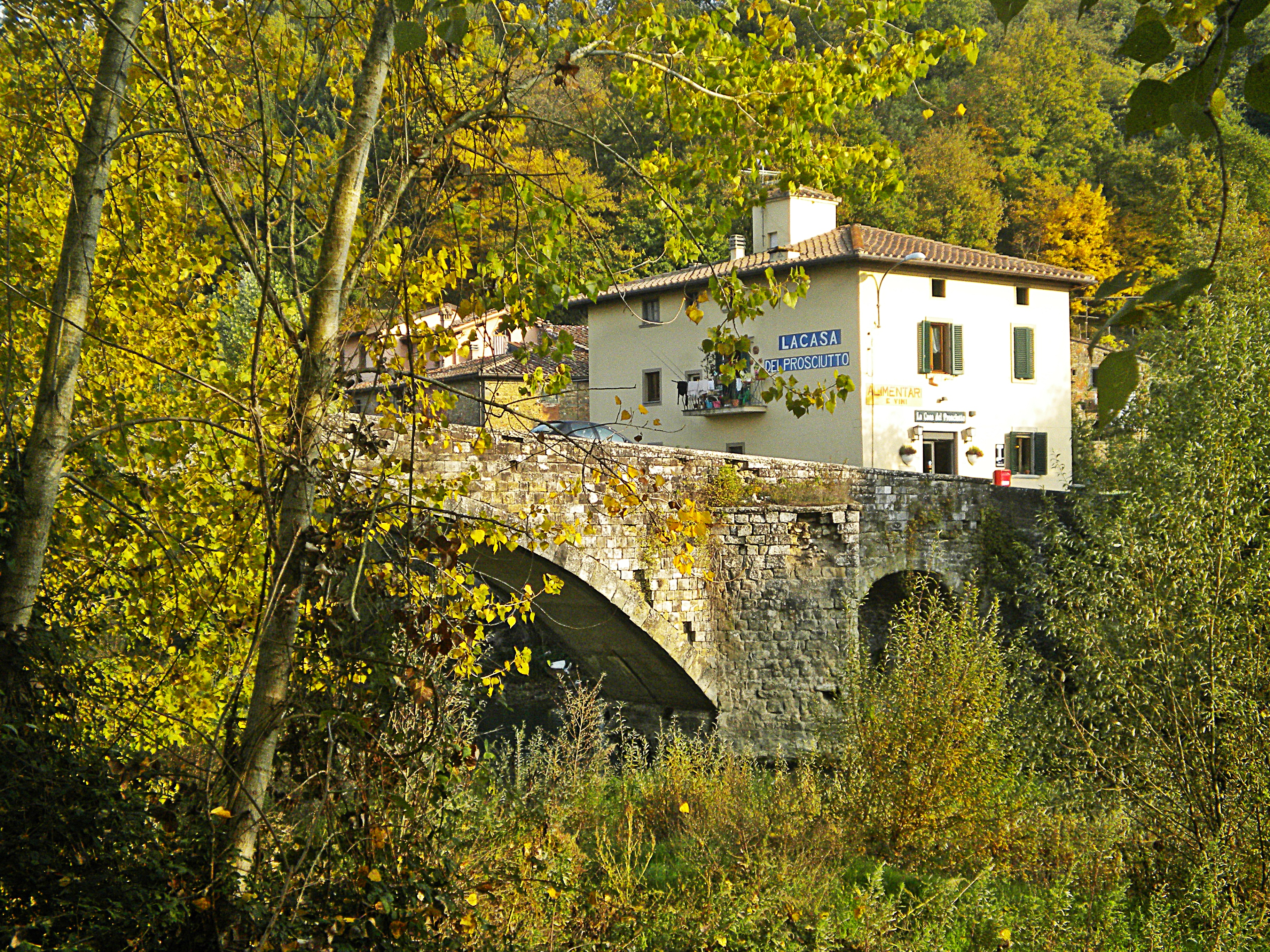
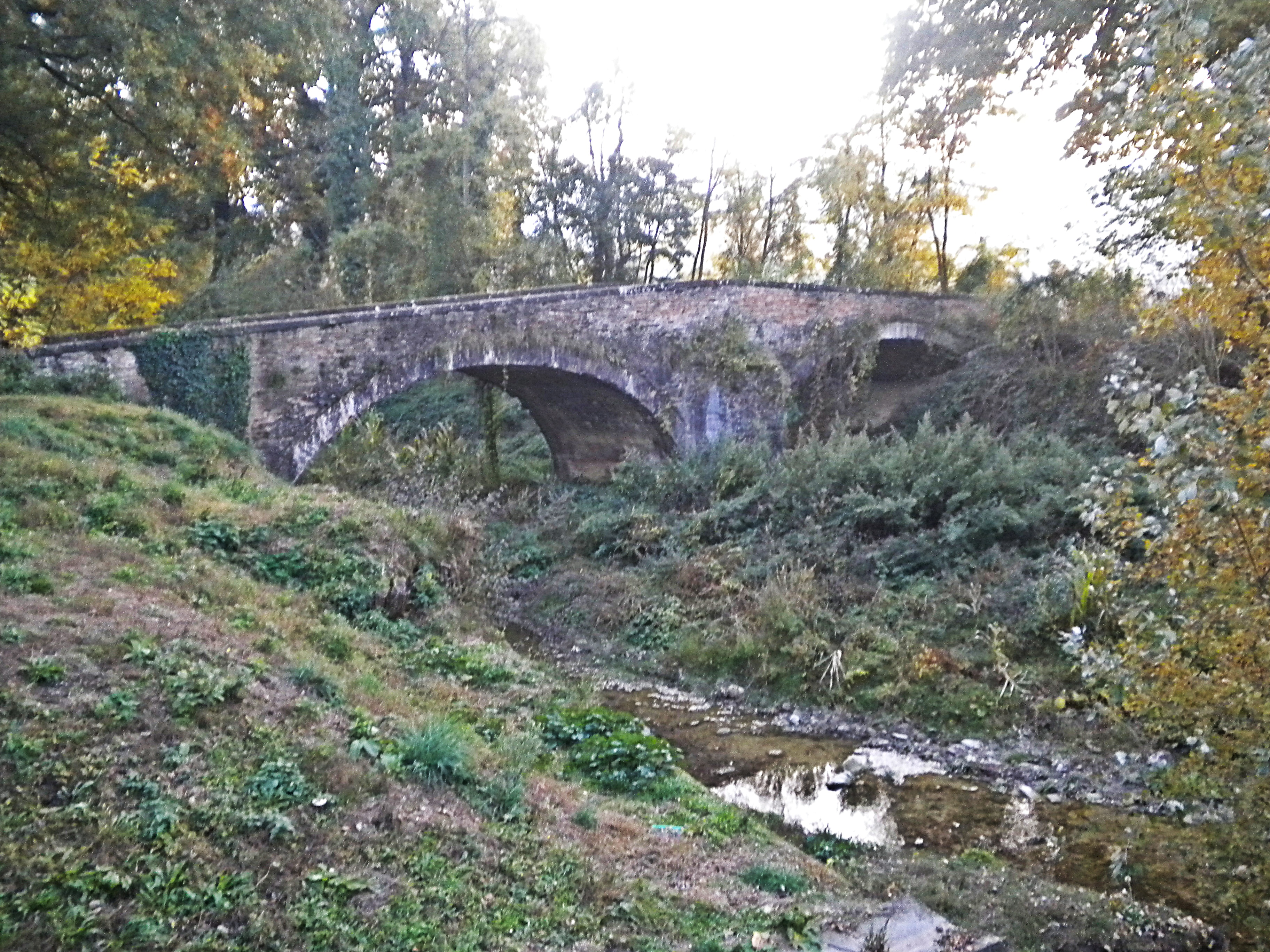
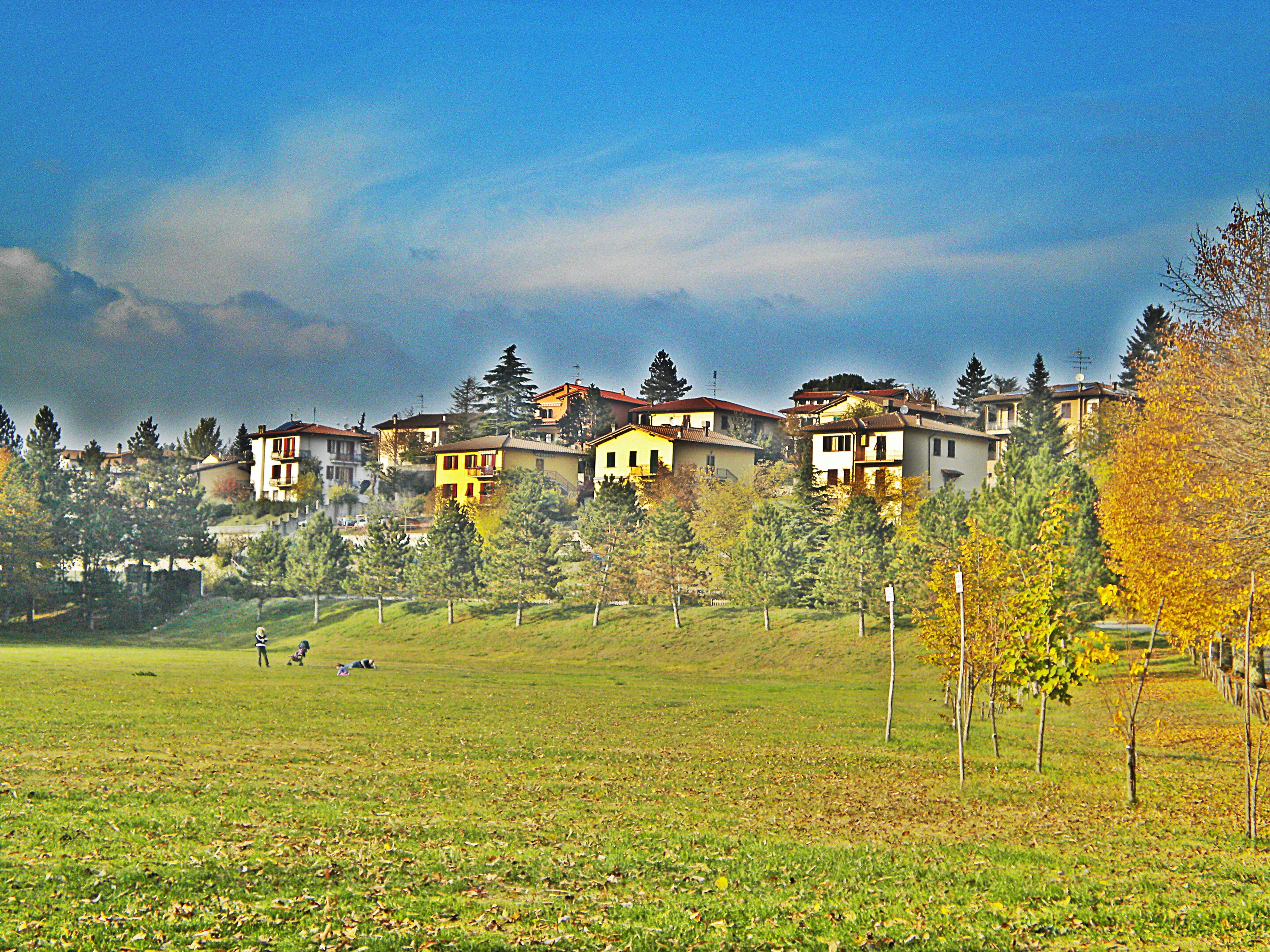